# Дейд-Сіті (Флорида)
Дейд-Сіті (англ. Dade City) — місто (англ. city) в США, в окрузі Паско штату Флорида. Населення — 7275 осіб (2020).

## Географія
Дейд-Сіті розташований за координатами 28°21′21″ пн. ш. 82°11′36″ зх. д. / 28.35583° пн. ш. 82.19333° зх. д. (28.355933, -82.193437).  За даними Бюро перепису населення США в 2010 році місто мало площу 15,82 км², з яких 15,33 км² — суходіл та 0,49 км² — водойми.

## Демографія
Згідно з переписом 2010 року, у місті мешкало 6437 осіб у 2500 домогосподарствах у складі 1528 родин. Густота населення становила 407 осіб/км².  Було 3049 помешкань (193/км²).
Расовий склад населення:
| - 67,3 % — білих - 20,4 % — чорних або афроамериканців - 0,4 % — корінних американців - 0,4 % — азіатів - 0,2 % — вихідців з тихоокеанських островів - 8,7 % — осіб інших рас |

До двох чи більше рас належало 2,5 %. Частка іспаномовних становила 20,6 % від усіх жителів.
За віковим діапазоном населення розподілялося таким чином: 24,5 % — особи молодші 18 років, 58,0 % — особи у віці 18—64 років, 17,5 % — особи у віці 65 років та старші. Медіана віку мешканця становила 38,2 року. На 100 осіб жіночої статі у місті припадало 83,6 чоловіків;  на 100 жінок у віці від 18 років та старших — 77,4 чоловіків також старших 18 років.
Середній дохід на одне домашнє господарство  становив 41 089 доларів США (медіана — 31 497), а середній дохід на одну сім'ю — 48 901 долар (медіана — 45 565). Медіана доходів становила 34 036 доларів для чоловіків та 39 464 долари для жінок. За межею бідності перебувало 32,2 % осіб, у тому числі 62,0 % дітей у віці до 18 років та 17,4 % осіб у віці 65 років та старших.
Цивільне працевлаштоване населення становило 2816 осіб. Основні галузі зайнятості: освіта, охорона здоров'я та соціальна допомога — 20,1 %, мистецтво, розваги та відпочинок — 19,2 %, роздрібна торгівля — 17,0 %.